# Klaus Hackländer
Klaus Hackländer (* 1970 in Mannheim) ist ein deutscher Wildbiologe und Professor für Wildtierbiologie und Jagdwirtschaft an der Universität für Bodenkultur Wien (BOKU).

## Wissenschaftliche Karriere
Klaus Hackländer studierte in den Jahren 1991 bis 1997 Biologie an der Philipps-Universität Marburg mit Schwerpunkt auf Zoologie und Naturschutz. Zwischen 1997 und 2001 promovierte er als Stipendiat des Deutschen Akademischen Austauschdienstes (DAAD) an der Universität Wien im Bereich Zoologie zum Doktor der Naturwissenschaften (Dr. rer. nat.). Von 2001 bis 2004 war er als Habilitationsstipendiat der Deutschen Wildtier Stiftung und wissenschaftlicher Mitarbeiter am Forschungsinstitut für Wildtierkunde und Ökologie (FIWI) der Veterinärmedizinischen Universität Wien.
Seit 2005 ist Hackländer Universitätsprofessor für Wildtierbiologie und Jagdwirtschaft an der Universität für Bodenkultur Wien. Zwischen 2015 und 2018 war er außerplanmäßiger Professor an der North Carolina State University. Danach kehrte er nach Wien zurück, war von 2019 bis 2020 Leiter des Departments für Integrative Biologie und Biodiversitätsforschung und ist seit 2021 Leiter des Instituts für Wildbiologie und Jagdwirtschaft an der BOKU. Seit 1. Januar 2021 ist er Vorstandsvorsitzender der Deutschen Wildtier Stiftung.

## Schriften (Auswahl)
Klaus Hackländer ist Autor einer großen Zahl von wissenschaftlichen Fachbeiträgen sowie Herausgeber und Autor einiger Monografien und Sammelbände:
- P.C. Alves, N. Ferrand, K. Hackländer: Lagomorph Biology: Evolution, Ecology, and Conservation. Springer-Verlag, Berlin Heidelberg 2008, ISBN 978-3-540-72445-2.
- E. Reiter, K. Hackländer: Time of Love. Franckh-Kosmos Verlags-GmbH & Co. KG, Stuttgart 2015, ISBN 978-3-440-14680-4.
- A.T Smith, Charlotte H. Johnston, Paulo C. Alves, Klaus Hackländer (Hrsg.): Lagomorphs: Pikas, Rabbits, and Hares of the World. Johns Hopkins University Press, 2018, ISBN 978-1-4214-2340-1.
- K. Hackländer (Hrsg.): Der Wolf im Spannungsfeld von Land- & Forstwirtschaft, Jagd, Tourismus und Artenschutz. Leopold Stocker Verlag, Graz-Stuttgart 2019, ISBN 978-3-7020-1791-0.
- K. Hackländer: Er ist da – Der Wolf kehrt zurück. 1. Auflage. Ecowin, Wals 2020, ISBN 978-3-7110-0258-7.
- K. Hackländer, F.E. Zachos: Mammals of Europe - Past, Present, and Future. in der Serie:  K. Hackländer, F.E. Zachos (Hrsg.): Handbook of the Mammals of Europe. Springer, Cham 2020, ISBN 978-3-030-00282-4.